# Autostrada A21dir
Die Autostrada A21dir (italienisch für ‚Autobahn A21dir‘), auch Diramazione per Fiorenzuola genannt, ist eine italienische Autobahn in der italienischen Region Emilia-Romagna. Sie verbindet die beiden Autobahnen A21 und A1 miteinander und ist 12,0 km lang. Sie ist auf ihrer gesamten Länge mautpflichtig.

## Verlauf
Die A21dir (für diramazione, ital. ‚Abzweigung‘) verbindet die beiden Autobahnen A21 und A1 miteinander. So entsteht eine Verkürzung der Fahrzeit zwischen den Städten Parma und Bologna mit Cremona und Brescia.
Bei Caorso zweigt die A21dir Richtung Süden ab und führt durch Fiorenzuola d’Arda, die Poebene  nahe dem Po und dem Arda bei Cortemaggiore vorbei.
Nach lediglich 12,3 km erreicht sie ihren Endpunkt bei Fiorenzuola d’Arda, wo sie in die A1 einmündet.

## Verwaltung und Geschichte
Die A21dir wird von der italienischen Autobahngesellschaft Centropadane S.p.A. verwaltet.
Sie wurde gleichzeitig mit dem Abschnitt der A21 zwischen Piacenza, Cremona und Brescia 1972 errichtet.